# Gong
För andra betydelser, se Gong (olika betydelser).

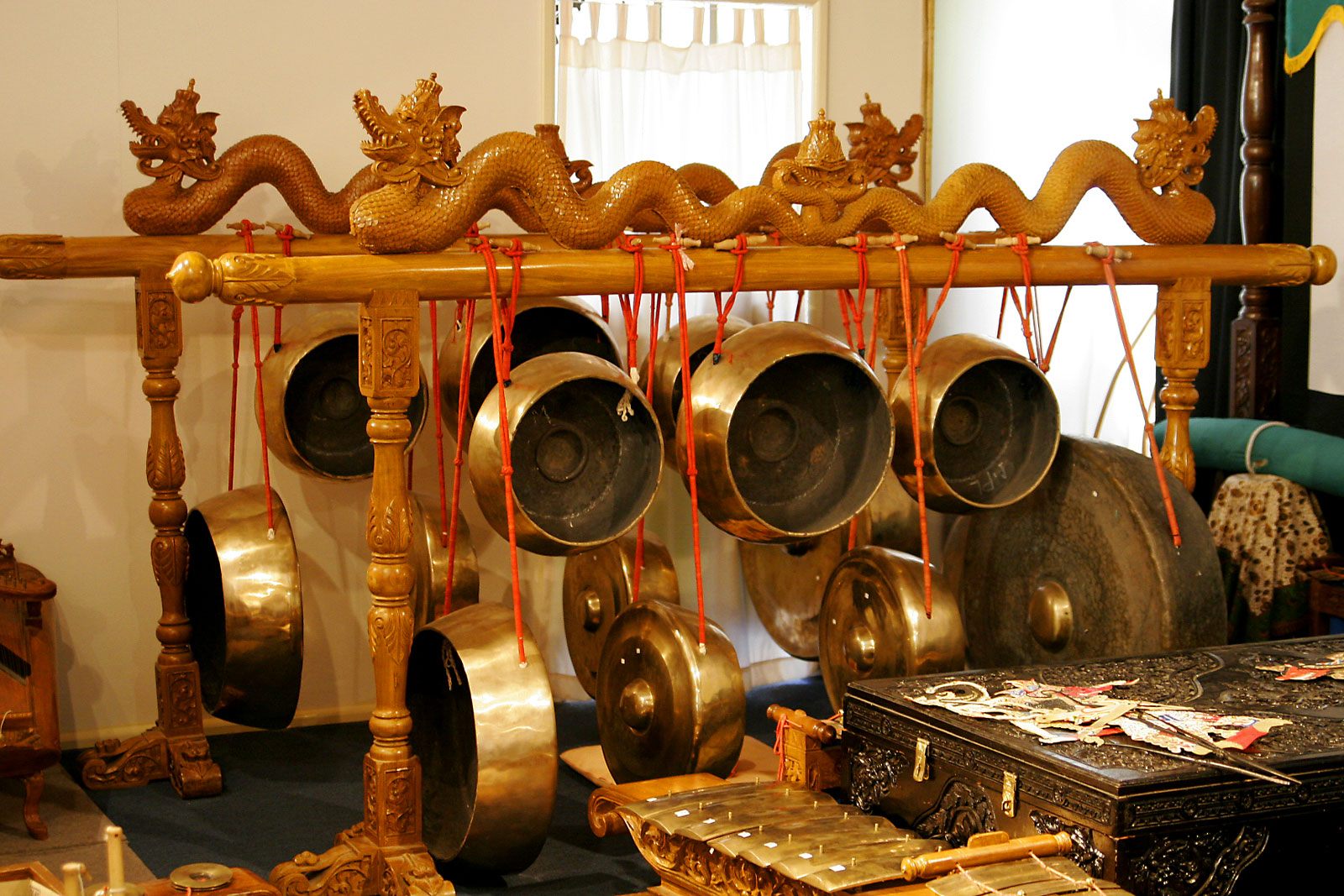
En samling med gong-instrument.

Gong (kinesiska: 锣, pinyin: luó), på svenska oftast kallad gonggong, är ett asiatiskt slaginstrument som består av en rund metallskiva som hängts upp i en ställning. Ljud frambringas med en tung pukstock. Gong byggs i flera olika storlekar, vilket ger dem olika toner, och möjlighet till att spela melodier. Gong och dess närbesläktade varianter är vanligt förekommande över hela Asien.
Det är även vanligt att förväxla denna med tamtam.